# 内田潤一郎
内田 潤一郎（うちだ じゅんいちろう、1961年7月14日 - ）は、日本の俳優。劇団民藝所属。
実子は元プロ野球選手の友永翔太。

## 略歴
- 1961年7月14日 内田喜三男（舞台装置家）、恵子（稚内出身の大学体育教授）の長男として東京にて生まれる。
- 1968年4月 昭和女子大学附属小学校入学
- 1974年4月 攻玉社中学校入学
- 1977年4月 攻玉社高等学校入学
- 1982年4月 2年の浪人を経て東京体育専門学校入学
- 1984年4月 文学座演劇研究所入所
- 1986年4月 劇団民芸入団
- 高校までは野球部でセンター、東東京大会ベスト4まで進出した[2]。
- 浪人中に劇団民藝の舞台美術家をしていた父の縁で、劇団の野球部に参加をしたが右肩筋断裂の大けがをしたため現役を断念[3]。
- 文学座演劇研究所（第24期）を経て、1986年より劇団民藝の俳優として活動をする傍らで、演出家・舞台美術家としても活動。
- 趣味は絵を描くことからギター弾き、音楽編集、掃除、車、キャンプ、Mac使い、木工家具作り、ガーデニング、ハーブ栽培、犬の散歩[4]。
- 子供時代は毎年大学教授の母親に伴い、夏休みに稚内に帰省していた。

## 出演

### 舞台
（外部公演は公演元を記載）
- 子午線の祀り（1990年）群読・肥前松浦の党の者 役、山本安英の会公演
- 民衆の敵（1991年）農民 役
- リア王（1992年）フランス王 役
- 子午線の祀り（1992年）群読・肥前松浦の党の者 役、セゾン劇場公演
- おはなはん（1994年）醍醐少尉 役
- 熊楠の家（1995年）文吉 役
- 初恋（1996年）赤松虎彦 役
- 彦市ばなし（1997年）天狗の子 役、まさかね図案舎公演
- グラバーの息子（1997年）大前大五郎・五郎 役
- 根岸庵律女（1998年）衣川謙一 役
- 子午線の祀り（1999年）群読・肥前松浦の党の者 役、新国立劇場公演
- アンナ・カレーニナ（2000年）スチーワ 役
- オットーと呼ばれる日本人（2000年）フリッツという名のドイツ人 役
- バーディ（2001年）アル・コロンベート軍曹 役
- その人を知らず（2002年）黒川 役
- 二十二夜待ち（2002年）ならずもの 役、まさかね図案舎公演
- 信濃坂（2003年）山本半右衛門 役
- 子午線の祀り（2004年）群読・山鹿兵藤次秀遠・安岐太郎 役、世田谷パブリックシアター公演
- 火山灰地（2005年）青年団3 役
- ルビームーン（2006年） J-STAGEWORKS公演
- 沖縄（2007年）伊原野正善 役
- 白バラの祈り（2007年）バウアー 役
- 新・裸の大将放浪記（2008/2009/2010年）亀吉・伍長 役、海流座公演
- 喜劇 ファッションショー（2011年）警官、新聞集金人 役
- 無欲の人（2013年）和田三造 役
- コラボレーション（2014年）パウル・アドルフ 役

### テレビドラマ
- はぐれ刑事純情派「苦情処理係が殺人!?ロボット犬を飼う女」（2001年、テレビ朝日）中野文宏役
- 火曜サスペンス劇場「監察医・室生亜季子 35」（2004年、日本テレビ）教授役
- 仮面ライダーカブト（2006年、テレビ朝日）

### ラジオドラマ
- 風はまだ止まない（1993年、NHK）神山役
- みんな大好き（183回）（2004年、NHK）運転手役